# Anastasie Fătu
Anastasie Fătu (Berezeni, 1816-Iași, 1898) fue un médico y político rumano.

## Biografía
Nacido el 21 de diciembre de 1815jul./ 2 de enero de 1816greg. en Mușata, en el antiguo condado de Fălciu. Inició sus estudios en las escuelas públicas de Iași y los finalizó en Viena en 1842, obteniendo el grado de doctor en Derecho. Luego se trasladó a París donde completó sus estudios de medicina en 1848. Al regresar a Valaquia, fue nombrado doctor de Iași y luego de las milicias moldavas. En 1855 fundó la "Sociedad para el fomento del estudio de las juventudes rumanas" y aportó un importante capital. En 1856 sentó las bases del jardín botánico de Iași, gastando para ello 50 000 lei de su riqueza; luego en 1859 creó un plan para organizar la policía sanitaria. Dejó 10 000 lei a la Academia para el concurso para crear un mapa científico del país y 17 000 lei al hospital St. Spiridon de Iași para ayudar a los enfermos.Fue elegido miembro del Diván ad hoc de Moldavia, además de numerosas veces diputado y senador en los órganos legislativos después de la unión de los Principados. Miembro de la Academia Rumana desde septiembre de 1871, falleció en Iași el 3 de marzo de 1886.
Entre sus publicaciones se encontraron títulos como Des signes des maladies du cur (1848), Descrierea şi întrebuinţarea apelor simple şi a apelor minerale din Moldova (1851), Manual pentru învățătura moaşelor (1852), Enumeratia specielor de plante cultivate în grădina botanică din Iaşi (1861), Proect de organisarea poliţiei sanitare în România (1863).